# Paracavisoma chromitidis
Paracavisoma chromitidis är en hakmaskart som först beskrevs av Cable och Quick 1954.  Paracavisoma chromitidis ingår i släktet Paracavisoma och familjen Cavisomidae. Inga underarter finns listade i Catalogue of Life.